# Marcelo Saracchi
Marcelo Josemir Saracchi Pinto (Paysandú, 1998. április 23. –) uruguayi válogatott labdarúgó, a Boca Juniors játékosa.

## Pályafutása

### Klubcsapatokban
A Danubio korosztályos csapataiban nevelkedett, majd itt lett felnőtt játékos. 2015. augusztus 12-én mutatkozott be az első csapatban tétmérkőzésen a Copa Sudamericana nemzetközi labdarúgó kupasorozatában a chilei Universidad Católica ellen, a 77. percben váltotta Ignacio Gonzálezt. Négy nappal később a bajnokságban is bemutatkozott a Juventud de Las Piedras ellen. 2017 szeptemberében az argentin River Plate csapatához igazolt, majd 2018 júliusában a német RB Leipzig igazolta le.
2023. június 30-ig írt alá új klubjához és 13 millió eurót fizettek érte. Július 26-án a svéd BK Häcken elleni Európa-liga 2. selejtezőkörének első mérkőzésén debütált tétmérkőzésen a német klubban. Augusztus 26-án a bajnokságban a Borussia Dortmund ellen mutatkozott be kezdőként és sárga lapot kapott. 2020. január 4-én kölcsönbe került a török Galatasaray csapatához 2021. június 30-ig. Január 19-én gólpasszal mutatkozott be a Denizlispor csapata ellen 2–1-re megnyert bajnoki mérkőzésen. A kölcsönszerződése lejártát követően a Lipcsében egy barátságos mérkőzésen a francia Montpellier ellen keresztszalag-szakadást szenvedett. 2021. december 31-én közös megegyezéssel felbontotta szerződését a német klubbal.
2022. február 22-én a spanyol Levante csapatához írt alá 2024 júniusáig, valamint további három év hosszabbítási opcióval. 2022. augusztus 2-án a Boca Juniors szerződtette.

### A válogatottban
Tagja volt a 2015-ös dél-amerikai U17-es labdarúgó-bajnokságon 5. helyen végző válogatottnak. A 2015-ös és a 2017-es U20-as labdarúgó-világbajnokságon is részt vett. A 2017-es dél-amerikai U20-as labdarúgó-bajnokságot nyerő válogatott tagjaként 6 mérkőzésen lépett pályára. 2018. október 12-én mutatkozott be a felnőtt válogatottban Dél-Korea elleni 2–1-re elvesztett felkészülési találkozón, a 84. percben Diego Laxalt cseréjeként.

## Sikerei

### Klub
- River Plate
- Copa Argentina: 2016–17
- Supercopa Argentina: 2017

### Válogatott
- Uruguay U20
  - Dél-amerikai U20-as labdarúgó-bajnokság: 2017